# Brendan Lane
Brendan Lane (* 19. November 1990 in Montpelier, Vermont) ist ein US-amerikanischer Basketballspieler, der nach dem Studium in seinem Heimatland professionell zunächst eine Saison in Japan spielte, bevor er in die deutsche Basketball-Bundesliga wechselte, wo er seit 2015 für den Erstliga-Rückkehrer s.Oliver Würzburg spielt.

## Karriere
Lane ging nach dem Schulabschluss im kalifornischen Rocklin zum Studium an die University of California, Los Angeles (UCLA), wo er ein Stipendium für die Basketballmannschaft der Bruins erhielt, dem Rekordmeister der NCAA Division I Basketball Championship. Ab 2009 spielte Lane für die Bruins in der damaligen Pacific-10 Conference (Pac-10; später Pac-12) der NCAA, die die Bruins zuletzt dreimal in Serie von 2006 bis 2008 gewonnen und anschließend das landesweite Final Four erreicht hatten. In Lanes Spielzeit mit den Bruins reichte es zu keinen weiteren Erfolgen. Nachdem man 2010 die landesweite NCAA-Endrunde verpasst hatte, erreichte Lane in einer Mannschaft mit unter anderem Tyler Honeycutt, Malcolm Lee und den Zwillingen David und Travis Wear 2011 zumindest die zweite Runde in der NCAA-Endrunde, in der man den favorisierten Florida Gators unterlag. Ein Jahr später verpassten die Bruins erneut die Teilnahme an der landesweiten NCAA-Endrunde. Anschließend verließ Lane wie ein Jahr zuvor auch „Walk-on“ Alex Schrempf, ein Sohn des ersten deutschen NBA All-Stars Detlef Schrempf, nach zurückgehenden Einsatzminuten gegenüber der Vorsaison UCLA, um in einer weiteren Hochschulmannschaft weiterzuspielen. In einer Periode von 2008 bis 2012 war Lane bereits der elfte Spieler, der UCLA vorzeitig verließ, was auf den schlechten Zusammenhalt der Mannschaft zurückgeführt wurde, der unter anderem durch das Verhalten von Reeves Nelson und die Untätigkeit von Trainer Ben Howland ausgelöst worden sei. Lane wechselte vom Campus der UCLA in Westwood an die Pepperdine University in Malibu, wo er zunächst ein Jahr als „redshirted“ aussaß, bevor er seine NCAA-Karriere in der Saison 2013/14 bei den Waves in der West Coast Conference (WCC) beendete. Obwohl Lane seine individuellen Statistiken bei den Waves gegenüber den Bruins deutlich gesteigert hatte und durchschnittlich 13 Punkte, sieben Rebounds und mehr als zwei Shotblocks pro Spiel erzielt hatte, konnte er sich mit diesen Leistungen in der gegenüber der Pac-12 schwächer eingeschätzten WCC beim Studienende nicht mehr für ein professionelles Engagement in der NBA empfehlen.
Nachdem Lane in der NBA Summer League 2014 für die Sacramento Kings vorspielen durfte, unterschrieb er seinen ersten längerfristigen professionellen Vertrag bei den Mitsubishi Diamond Dolphins aus Nagoya in Japan, die in der kurzlebigen National Basketball League Japans spielten, dem Nachfolger der Japan Basketball League. Nach einem Jahr, in dem Lane in der NBL Japans für die Diamond Dolphins ähnliche individuelle Stats erreichts wie für die Waves in der WCC, wechselte er aus Japan in die deutsche Basketball-Bundesliga, wo er sich dem Erstliga-Rückkehrer s.Oliver Baskets aus Würzburg anschloss. Bei ihrer Rückkehr in die höchste deutsche Spielklasse erreichten die s.Oliver Baskets in der Basketball-Bundesliga 2015/16 auf Anhieb einen Platz unter den besten acht Mannschaften in den Play-offs um die deutsche Meisterschaft. In der ersten Runde der Play-offs blieb man dann jedoch sieglos gegen den fränkischen Rivalen und Titelverteidiger Brose Baskets.